# Bassevelde
Bassevelde is een dorp in de Belgische provincie Oost-Vlaanderen en een deelgemeente van Assenede, het was een zelfstandige gemeente tot aan de gemeentelijke herindeling van 1977. Bassevelde maakt deel uit van het Meetjesland. Ten noordwesten van het centrum ligt het gehucht Landsdijk.

## Geschiedenis
Bassevelde werd voor het eerst vermeld in 1151, als Bascevelde van batho (bruingeel) en veld (woeste grond).
In de 2e helft van de 12e eeuw vonden de eerste ontginningen plaats. De heren van Bassevelde woonden op het Hof van Bassevelde. De oudst bekende heer heette Dircinus. Later werd de heerlijkheid eigendom van de families Van Hole en de Busere. In de 16e eeuw woonden hier veel protestanten. De plaatselijke pastoor, A. de Schuytere, ging over tot het protestantisme en werd predikant.
Bassevelde was vanouds een landbouwdorp, maar in de 18e eeuw waren er ook veel thuiswevers die linnen weefden.
Omstreeks 1844 kwamen de Zusters Bernardinnen van Oudenaarde naar Bassevelde en stichtten er een technische meisjesschool.
Einde 19e eeuw was de enige industrie de productie van vilt, op basis van wol, met 103 werknemers. Dit bedrijf verdween weer en nieuwe industrie kwam er niet. 

### Het symbool van Bassevelde: De ezel
Eind de 19de eeuw trokken molenaars vanuit Bassevelde met hun ezels naar Gent om daar hun gemalen graan te verkopen, zij werden ook wel 'ezels' genoemd, vandaar komt de ezel op hun vlag. Er wordt jaarlijks ook een ezelstoet gehouden in het dorp. Voor de inwoners van Bassevelde is niet de leeuw de koning van het dierenrijk, maar wel de ezel. Daarom werd de leeuwenkop van de dorpspomp voorzien van een ezelskop en kwam er voor één keer tijdens zo een 'ezelstoet' geen water, maar wel ezelsbier uit.

### Tweede Wereldoorlog
De deelgemeente werd rond 23 mei 1940 bezet door het Duitse leger en bevrijd op 5 september 1944. In de speciale Nacht und Nebel-concentratiekampen werd minstens één weerstander uit Bassevelde ter dood gebracht door onthoofding.

## Demografische ontwikkeling (1831-1976)
- Bronnen:NIS, Opm:1831 tot en met 1970=volkstellingen; 1976 = inwoneraantal op 31 december

## Bezienswaardigheden

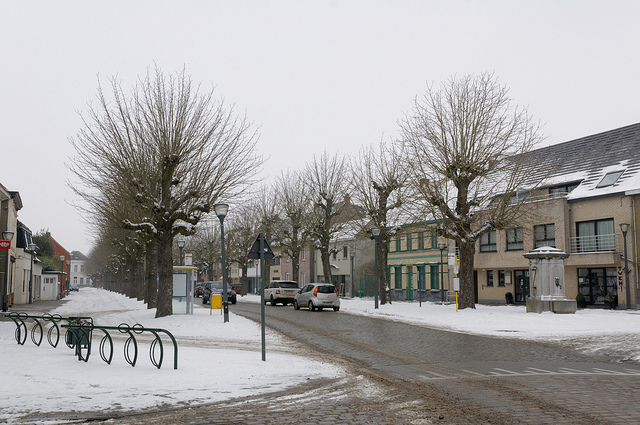
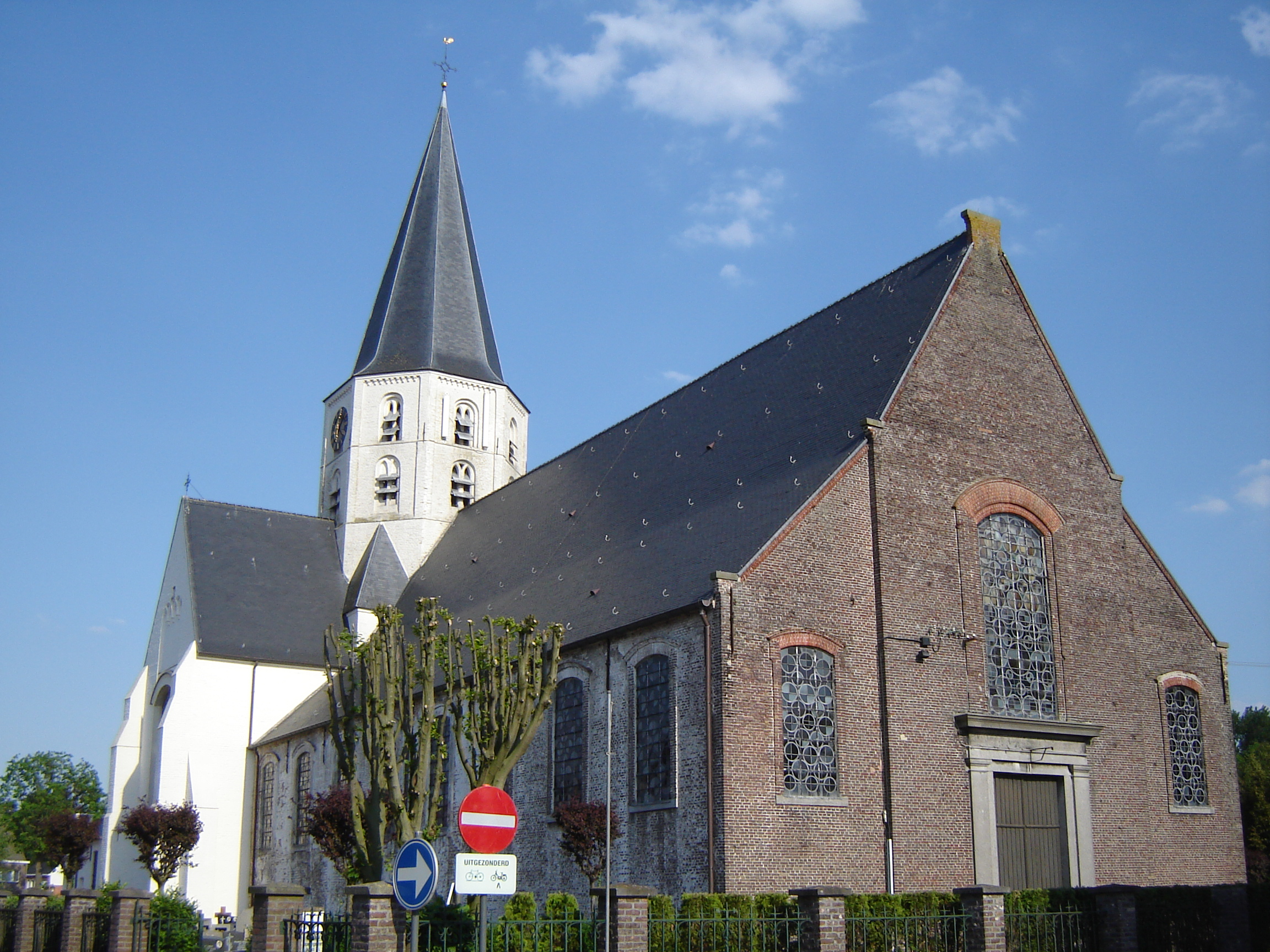
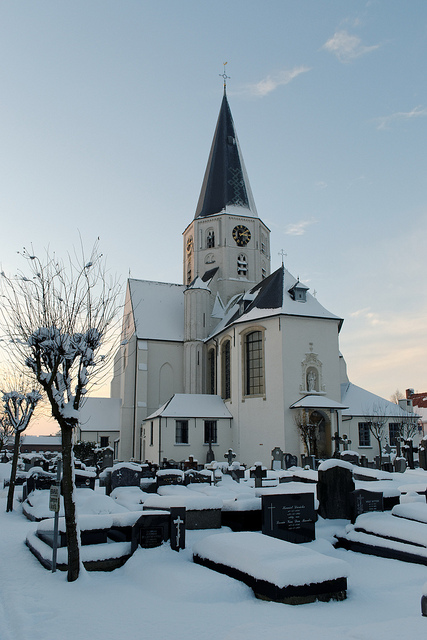
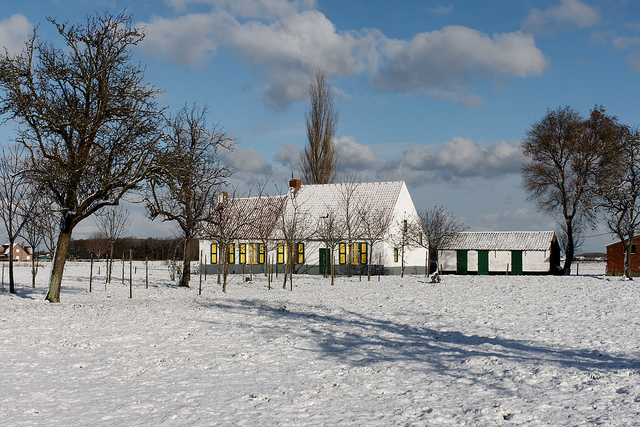

De Onze-Lieve-Vrouw-Hemelvaartkerk

## Natuur en landschap
Bassevelde ligt op de grens van het Vlaamse poldergebied en Zandig Vlaanderen, in het Meetjesland. De Lembeekse Isabellabeek is een belangrijke waterloop. De hoogte bedraagt ongeveer 5 meter.

## Nabijgelegen kernen
Landsdijk, Boekhoute, Oosteeklo, Kaprijke, Bentille